# Kunov (Klášterec nad Ohří)
Kunov (německy Kunau) je bývalá obec a zaniklá vesnice v okrese Chomutov. Nacházela se asi 3,5 km severozápadně od Klášterce nad Ohří, jehož částí se nakonec stal. Vesnice zanikla postupným vysídlením a úředně byla zrušena v roce 1970. Dosud existuje katastrální území Kunov s rozlohou 4,34 km². Ke Kunovu patřila i osada Vysoké.

## Název
Název vesnice byl odvozen z osobního jména Kuno nebo Kuna ve významu Kunův dvůr. V historických pramenech se jméno vesnice vyskytuje ve tvarech: Cunow (1431), Kunow (1481), khunow (1559) a Kuna (1654, 1878).

## Historie

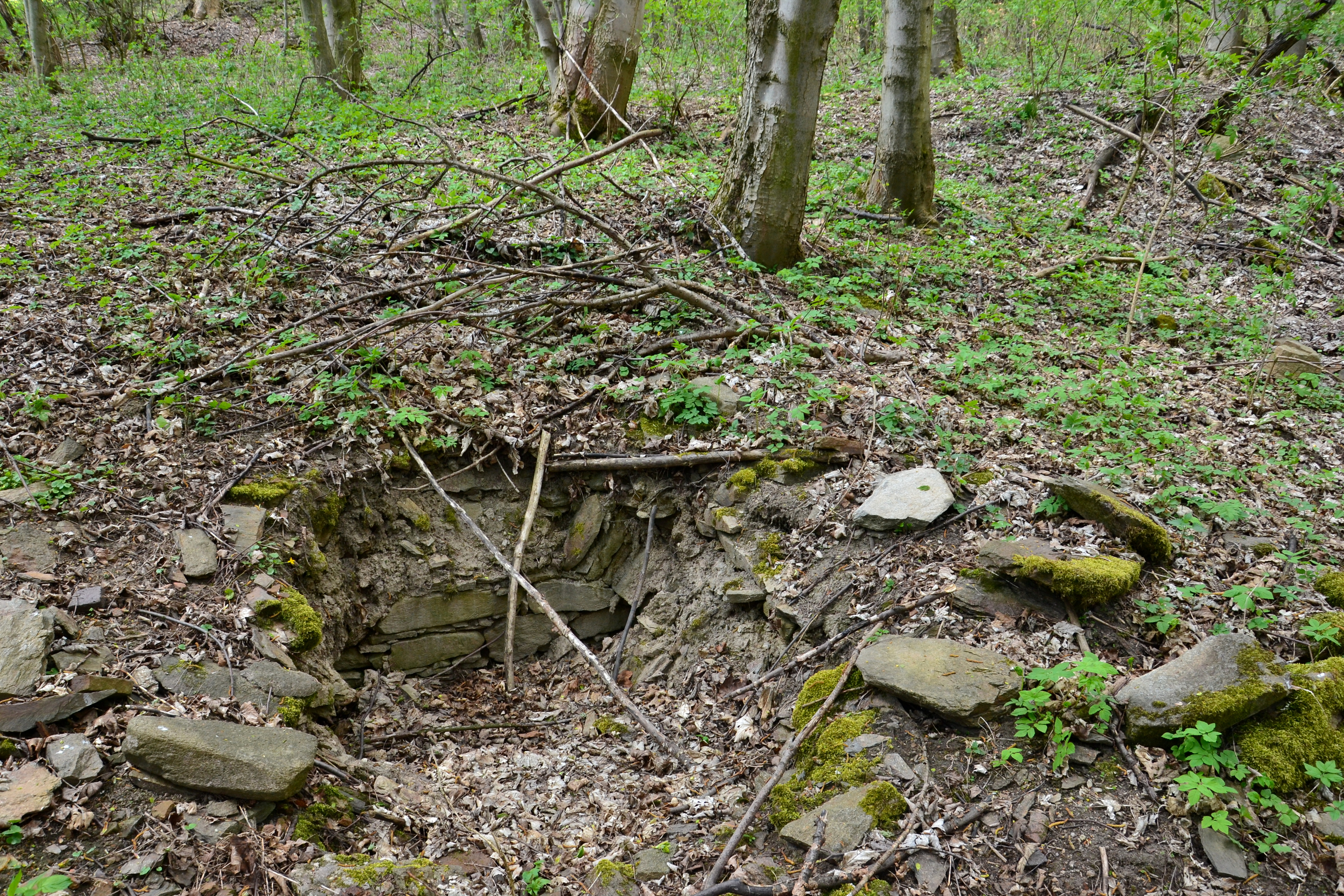
Fragment zdiva

První písemná zmínka o vesnici pochází z roku 1431, kdy ji při dělení majetku získal Vilém ze Šumburka. Dalším majitelem se roku 1449 stal Vilém z Ilburka. V roce 1453 připadla jeho věřitelům, ke kterým patřili Fictumové. Kryštof z Fictumu roku 1592 vesnici připojil ke kláštereckému panství.
V sedmnáctém století byla vesnice součástí klášterecké farnosti, které roku 1636 odvedla desátek ve výši 24 krejcarů. Po třicetileté válce ve vsi podle berní ruly žilo osm chalupníků a čtyři rodiny bez pozemků. Bezzemkům patřily tři krávy a dvě kozy, zatímco chalupníci obdělávali 67 strychů půdy a chovali 22 krav, 23 jalovic, dvě prasata a 21 koz. Na málo úrodných polích pěstovali zejména žito. Ve vesnici nebyl mlýn, a obyvatelé museli své obilí nechat mlít v Perštejně a od roku 1741 v Údolíčku. Do devatenáctého století se vesnice značně rozrostla a počet jejích obyvatel přesáhl dvě stovky. V krátkém období let 1854–1856 v ní fungovala krajkářská škola.

## Obyvatelstvo
Při sčítání lidu v roce 1921 zde žilo 190 obyvatel (z toho 96 mužů), kteří byli kromě pěti cizinců německé národnosti a všichni patřili k římskokatolické církvi. Podle sčítání lidu z roku 1930 měla vesnice 173 obyvatel: jednoho Čechoslováka a 172 Němců. Všichni se hlásili k římskokatolické církvi.
|           | 1869 | 1880 | 1890 | 1900 | 1910 | 1921 | 1930 | 1950 |
| --------- | ---- | ---- | ---- | ---- | ---- | ---- | ---- | ---- |
| Obyvatelé | 221  | 226  | 196  | 174  | 181  | 190  | 173  | 10   |
| Domy      | 35   | 37   | 37   | 37   | 37   | 35   | 36   | 37   |

## Obecní správa
Po zrušení patrimoniální správy se Kunov stal samostatnou obcí, ale v letech 1869–1890 býval osadou Petler. Nejpozději roku 1890 se znovu osamostatnil a v období 1900–1930 patřil do přísečnického okresu. Mezi lety 1890–1930 k němu patřila osada Vysoké. Po druhé světové válce patřil do roku 1948 do správního okresu Vejprty. Dne 1. ledna 1953 se Kunov stal částí Klášterecké Jeseně a roku 1970 již jako součást Klášterce nad Ohří zanikl vysídlením.